# Simplocàcies
Symplocaceae és una família de plantes amb flors, inclou un sol gènere, Symplocos, amb unes 250 espècies, són plantes natives d'Àsia, Austràlia i Amèrica.
Són arbres i arbusts perennifolis amb fulles alternades, coriàcies o plantes herbàcies. El fruit és una drupa amb 3-5 llavors.

## Algunes espècies
- Symplocos abietorum
- Symplocos acananensis
- Symplocos acuminata
- Symplocos acuminatissima
- Symplocos acuta
- Symplocos stawellii
- Symplocos thwaitesii

## Sinónimo
- Cordyloblaste

## Imatges

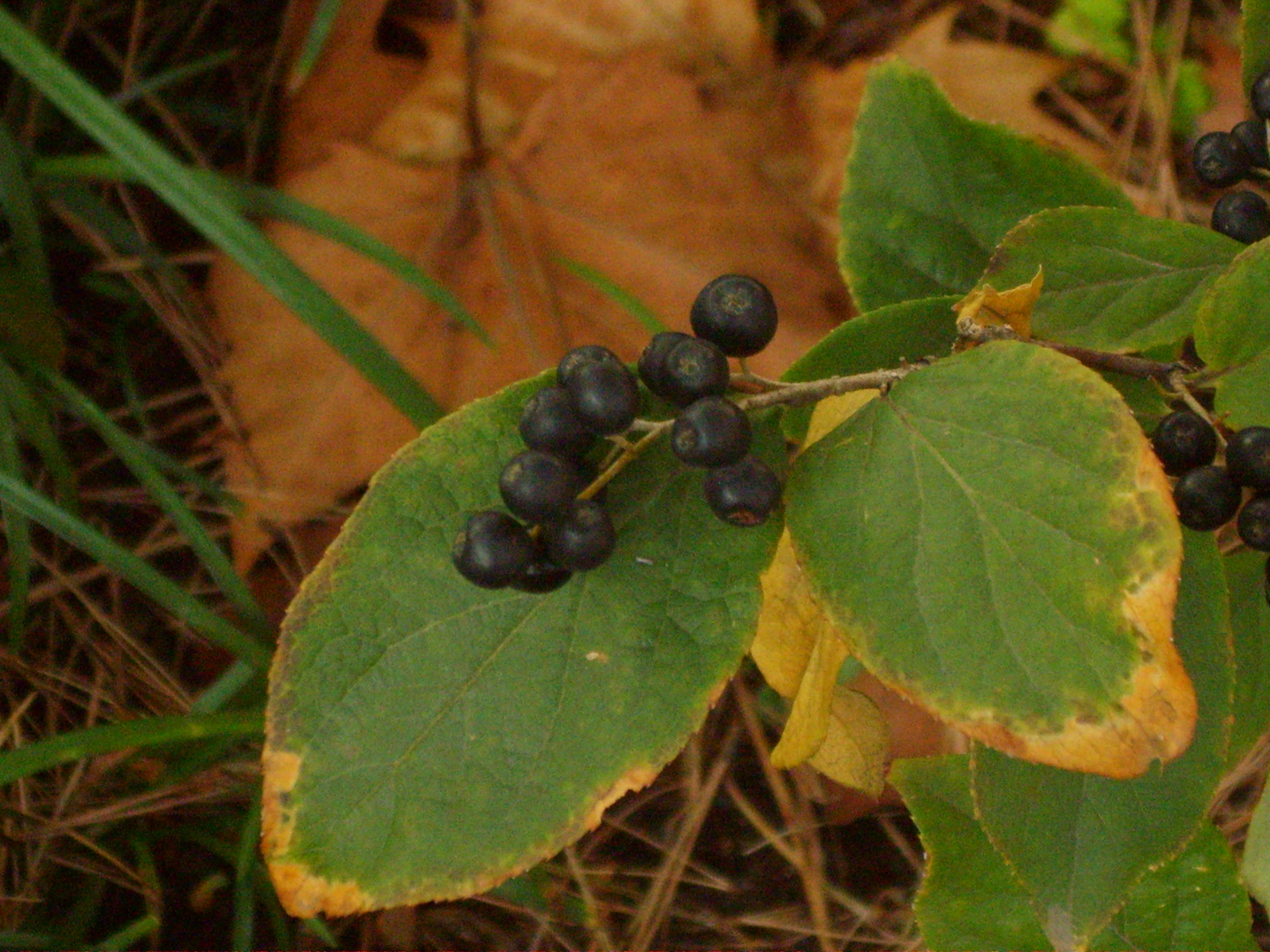
Symplocos chinensis amb fruits